# Миноносец №142
№ 142 — один из 25 миноносцев типа «Пернов», построенных для Российского Императорского флота.

## История корабля
20 апреля 1895 года зачислен в списки судов Балтийского флота, в 1896 году заложен на судоверфи Невского судостроительного и механического завода в Санкт-Петербурге, спущен на воду в сентябре 1897 года, вступил в строй в ноябре 1897 года.
Прошел капитальный ремонт корпуса и механизмов в 1909-1910 годах. 2 марта 1916 года был переклассифицирован в посыльное судно. В период Первой мировой войны был флагманским кораблем Охраны водного района Свеаборгской крепости. 7 ноября 1917 года вошел в состав Красного Балтийского флота. 9 апреля 1918 года был захвачен в Або германскими войсками и передан вооруженным формированиям Финляндии. В мае 1918 года возвращен РСФСР и переоборудован в тральщик. 1 мая 1923 года затонул в гавани Кронштадта из-за ветхости корпуса, через год поднят.
9 июля 1925 года был сдан «Комгосфондов» для разборки на металл и 21 ноября 1925 года исключен из состава РККФ.